# Rhaphidophora intrusa
Rhaphidophora intrusa — вид квіткових рослин із родини Araceae, роду Rhaphidophora. Ця ліана, рідним ареалом цього виду є зх. Нова Гвінея.